# Thomas Herbert, 8. grof Pembroški
Thomas Herbert, 8. grof Pembrokeški, 5. grof Montgomeryjski, angleški politik, * 1656, † 22. januar 1733.
Med letoma 1689 in 1690 je bil predsednik Kraljeve družbe.